# Jacksons Shenandoah-Feldzug 1862
Jacksons Shenandoah-Feldzug umfasste im Frühjahr 1862 eine Reihe von Schlachten und Gefechten im westlichen Virginia während des Amerikanischen Bürgerkriegs. Innerhalb von drei Monaten marschierten 17.000 Soldaten der Konföderation unter Generalmajor „Stonewall“ Jackson mehr als 600 Meilen, fochten vier große und sieben kleinere Gefechte, schlugen vier gegnerische Großverbände in Divisionsstärke, erbeuteten neun Geschütze und zehntausende Handwaffen, nahmen 4.000 Soldaten der Union gefangen, vereitelten das Bemühen von 60.000 Soldaten der Union, das Shenandoahtal zu erobern und banden insgesamt 100.000 Soldaten der Union mit vergleichsweise geringen eigenen Verlusten.

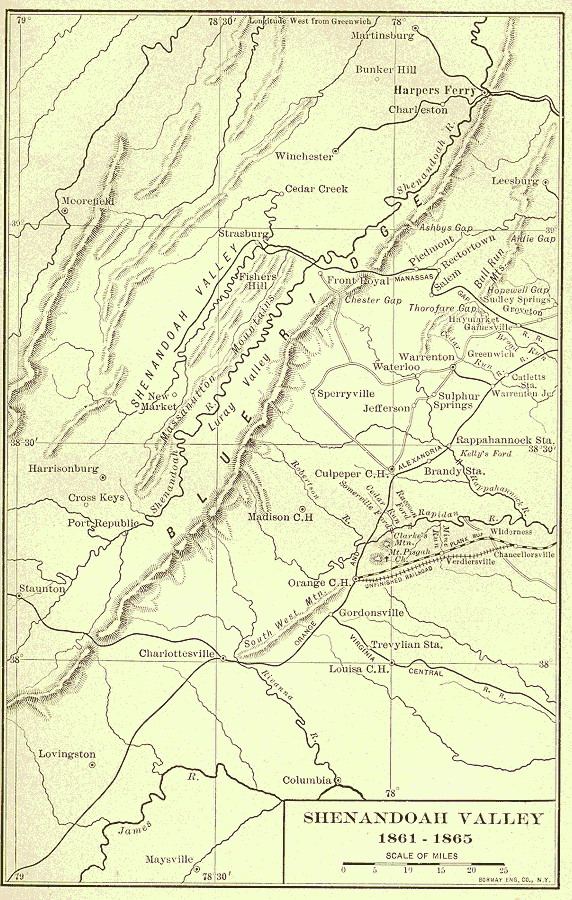
Skizze des Shenandoahtals

## Die Bedeutung des Shenandoahtals
Das Shenandoahtal liegt im Westen des heutigen Virginia. Es verläuft von Südwesten nach Nordosten und wird nach Osten durch die Blue Ridge Mountains und nach Westen durch den North Mountain begrenzt. Seine südwestliche Grenze ist die Wasserscheide zum James südwestlich von Staunton, Virginia, seine nördliche der Potomac. Das Tal wird zunächst durch den nördlichen und südlichen Arm des Shenandoahs entwässert, die sich bei Front Royal, Virginia vereinigen. Diese beiden Arme umfließen den Massanutten Mountain, der nordostwärts von Harrisonburg, Virginia steil aus der Ebene auf ca. 50 Meilen Länge emporragt. Der Shenandoah mündet bei Harpers Ferry, West Virginia in den Potomac. Das Tal ist ca. 140 Meilen lang und bis zu 30 Meilen breit. Auch das heute zu West Virginia gehörende Gebiet um Martinsburg und Harpers Ferry ist Teil des Tals. Weil seine Gegner mit der Geographie des Tals nicht vertraut und geländeunkundig waren, spielte Jackson mit ihnen zeitweise Katz-und-Maus.
Für die Konföderation war das Shenandoahtal als Nahrungsmittelquelle unverzichtbar. Von vielen wurde es auch die Kornkammer Virginias genannt. Außerdem bot es die Möglichkeit, im Schutz der Blue Ridge Mountains in die Nordstaaten einzumarschieren.
Aus Sicht der Nordstaaten handelte es sich beim Shenandoahtal nicht um eine geeignete Einfallsroute. Die Nutzung des Tals musste trotzdem verhindert werden, besonders weil am Nordende zwei wichtige Verbindungs- und Versorgungslinien der Union verliefen – die Baltimore & Ohio Eisenbahn und der Chesapeake & Ohio Kanal. Die Bedrohung Washingtons war permanent.
Das Wetter spielte während des Feldzugs eine wichtige Rolle. Das Frühjahr 1862 war ungewöhnlich regnerisch. Bäche und Flüsse waren angeschwollen und nur auf Brücken zu überqueren. Die Straßen und Wege waren aufgeweicht.

## Der Auftrag
General Joseph E. Johnston hatte nach dem Sieg bei Manassas am 21. Juli 1861 Generalmajor Thomas J. Jackson das Kommando über seinen linken Flügel übertragen. Der Kriegsminister ernannte Jackson am 22. Oktober zum Kommandeur im neugeschaffenen Wehrbezirk Shenandoahtal. Als Johnston im März 1862 auf den Rappahannock und später auf den Chickahominy auswich, war Jackson im Shenandoahtal auf sich allein gestellt. Weil er den Kräften der Nordstaaten hoffnungslos unterlegen war, sollte er jedem größeren Gefecht aus dem Wege gehen, andererseits Generalmajor Nathaniel P. Banks so beschäftigen, dass dieser die Potomac-Armee Generalmajor McClellans nicht verstärken konnte. Dazu verfügte er über ca. 10.000 Soldaten in 4 Brigaden.

## Der Feldzug

### Das Gefecht bei Kernstown

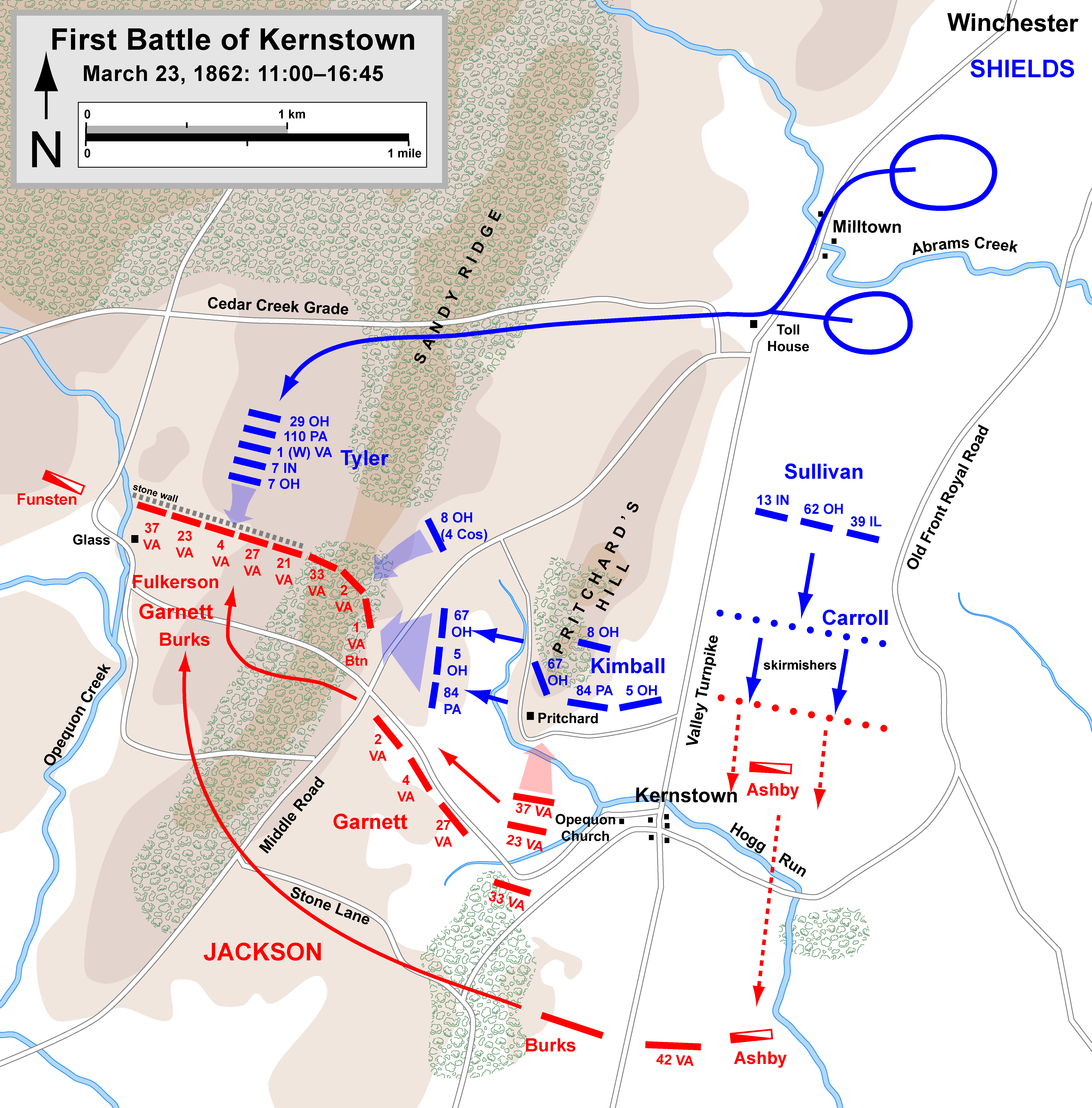
Kernstown
Shenandoah-Feldzug
Gefecht bei Kernstown

Das Gefecht bei Kernstown, Virginia fand am 23. März in der Nähe des Ortes Winchester, Virginia statt.
Am 21. März hatte Oberst Turner Ashby, Kommandeur der Kavallerie Jacksons, seinem Befehlshaber gemeldet, dass sich das V. (US) Korps unter Generalmajor Banks nach Osten aus dem Tal zurückziehe. In Winchester seien nach Aussagen der Bevölkerung nur 4 Regimenter zurückgeblieben. Jackson entschloss sich sofort, diese anzugreifen. Er marschierte innerhalb von 2 Tagen 42 Meilen bis nach Kernstown, 4 Meilen südwestlich von Winchester. Dort traf er auf die mehr als doppelt so starke Division Brigadegeneral James Shields.
Zwei Stunden griffen dessen Brigaden die Konföderierten an, ohne deren Stellungen durchbrechen zu können. Erst als Jacksons Truppen die Munition ausging, begannen sie den Rückzug. Den konnte selbst „Stonewall“ nicht mehr aufhalten, als er persönlich eine Reservebrigade in das Gefecht einführen wollte. Den Brigadekommandeur enthob er seines Amtes und drohte ihm Strafmaßnahmen an. Viereinhalb Meilen weiter südlich bezog Jacksons Division danach ein Biwak.
Obwohl Jackson diese erste Schlacht verloren hatte, brachte sie für die Konföderation einen strategischen Sieg. Präsident Lincoln war wegen einer möglichen Bedrohung von Washington, D.C. durch die konföderierten Truppen im Shenandoahtal äußerst besorgt und beorderte das gesamte V. Korps in das Tal zurück. Zusätzlich verstärkte er die Truppen im heutigen West Virginia. Ursprünglich waren sie alle zur Verstärkung Generalmajor McClellans während dessen Halbinsel-Feldzuges vorgesehen.
Generalmajor John C. Frémonts Truppen in den Bergen des heutigen West Virginia, Banks V. Korps und McDowells Korps am Rappahannock unterstanden direkt dem Kriegsministerium – eine Instanz zur Koordinierung des Einsatzes dieser drei Kommandos gab es nicht, jedes operierte eigenständig. Am 1. April standen Banks 25.439 und Frémont im nördlichen West Virginia 7.393 Soldaten zur Verfügung. 10.028 Mann – Blenkers Division – waren zur Verstärkung Frémonts auf dem Marsch nach Westen.
Johnston unterstellte Jackson wegen dieser spürbaren Entlastung der Nord-Virginia-Armee die Division Generalmajor Ewells. Am 1. Mai war die Division im Tal verfügbar und erhöhte Jacksons Mannschaftsstärke auf ca. 16.000 Soldaten.

### Das Gefecht bei McDowell

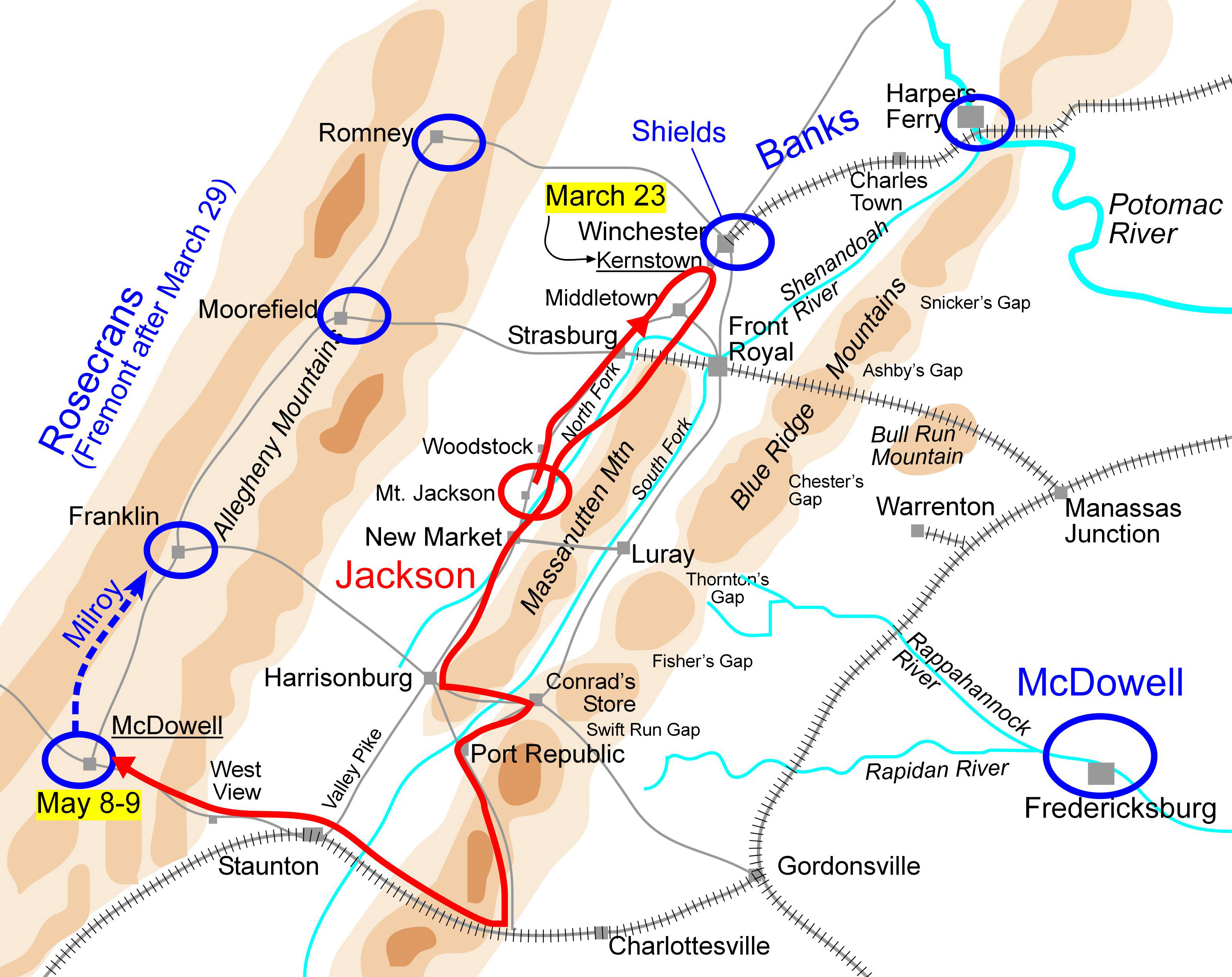
Shenandoah-Feldzug
Kernstown – McDowell

Das Gefecht bei McDowell fand am 8. Mai bei der Ortschaft McDowell, Virginia. statt. Es wird auch Gefecht am Sittlington Hill genannt.
Nach dem Gefecht bei Kernstown wich Jackson langsam vor der Übermacht Banks’ nach Südwesten aus. Ebenso langsam folgte dieser. Am 26. April auf der Höhe von Harrisonburg drehte Jackson nach Osten ab und zwang Banks, ihn zu verfolgen, um eine Flankenbedrohung zu verhindern.
Aus den Bergen westlich des Shenandoahtals hatte Generalmajor Frémont unterdessen eine Division unter Brigadegeneral Milroy nach Staunton befohlen. Eine Vereinigung dieser beiden Kräfte im Shenandoahtal wäre das Ende der Streitmacht Jacksons gewesen und musste deshalb verhindert werden.
Jackson entschloss sich, die Gegner nacheinander zu schlagen, zuerst Milroys Division. Er beließ Ewell am Übergang über die Blue Ridge Mountains, um Banks am weiteren Vorrücken talaufwärts zu hindern und marschierte ostwärts über die Blue Ridge Mountains nach Charlottesville, Virginia. Unbemerkt von den Unionstruppen verlegte er im Eisenbahntransport zurück ins Tal nach Staunton und marschierte auf dem Parkersburg-Staunton Pike nach Westen. Dort vereinigte er sich mit der kleinen Division Brigadegeneral Edward „Allegheny“ Johnsons auf eine Gesamtstärke von ca. 17.000 Mann. Auf den Höhen östlich des Bullpasture – Sittlington Hill – erwartete er den Angriff Milroys.
Das Gefecht dauerte von 15:30 Uhr bis 19:30 Uhr, alle Angriffe der Nordstaatler wurden abgewehrt. Als Jacksons Truppen am 9. Mai vollständig – ohne Ewells Division – versammelt waren und dieser die Nordstaatler angreifen wollte, waren jene nach Norden in Richtung Franklin, heute West Virginia, ausgewichen. Jackson verfolgte die Nordstaatler bis Franklin und ließ gleichzeitig die Übergänge über den North Mountain nördlich von Staunton sperren, um zu verhindern, dass Frémont dort ins Shenandoahtal eindringen konnte. Am 12. Mai stellte Jackson fest, dass sich die Nordstaatler in befestigten und guten Stellungen bei Franklin befanden. Er brach die Verfolgung ab und kehrte mit seinen Truppen über McDowell ins Shenandoahtal zurück, das er am 17. Mai wieder erreichte.
In der Zwischenzeit hatte McClellan in Washington darauf gedrängt, dass McDowells Korps von Norden gegen Richmond vorgehen sollte, um seinen Halbinsel-Feldzug zu unterstützen. Banks musste deshalb Shields Division – insgesamt ca. 11.000 Mann – an McDowell abgeben. Er selbst blieb ab dem 12. Mai mit ca. 8.000 Soldaten im Tal zurück, die sich bei Strasburg eingruben. Ca. 1.000 Mann sandte er nach Front Royal am Zusammenfluss der beiden Shenandoah-Arme.

### Das Gefecht bei Front Royal
Das Gefecht bei Front Royal fand am 23. Mai in und bei der Ortschaft Front Royal statt.
Jackson ging es nun darum, die Verstärkung McDowells durch Shields zu verhindern. Er setzte sich gegenüber General Lee mit seiner Auffassung durch, die Nordstaatler im Tal und nicht Shields auf dem Weg nach Osten anzugreifen. Jackson marschierte zunächst entlang des nördlichen Arms des Shenandoahs talabwärts. Am 20. Mai überquerte er den Massanutten Mountain und marschierte nach Wiedervereinigung mit Ewells Division mit nunmehr ca. 16.000 Mann durch das Luraytal nach Nordosten. Die Geschwindigkeit der Marschbewegungen gaben seiner Infanterie den Spitznamen „Jacksons Fuß-Kavallerie“.
Er schickte seine Kavallerie unter Oberst Ashby nach Norden, um Banks glauben zu lassen, er wolle ihn in Strasburg angreifen. Gleichzeitig griff er jedoch mit seiner gesamten Streitmacht von ca. 16.000 Mann die kleine Garnison in Front Royal an. Trotz tapferen Widerstandes mussten sich ca. 900 Nordstaatler nach einem kurzen, heftigen Gefecht ergeben. Um nicht umgangen zu werden, wurde Banks gezwungen, überstürzt aus Strasburg nach Winchester auszuweichen.
Jackson beabsichtigte, Banks den Weg bei Middletown, Virginia abzuschneiden. Dies gelang aber nicht, da seine Truppen sehr erschöpft waren und gegnerische Versorgungskolonnen aus purer Not plünderten. Eine seiner Angriffskolonnen benötigte 6 Stunden für die 7 Meilen bis zum Valley Pike, der heutigen US-Bundesstraße 11, bei Middletown. Als sie schließlich ankamen, waren Banks Truppen gerade durchgeschlüpft.
Trotz dieser Unzulänglichkeiten ließ Jackson seine Truppen die ganze Nacht auf den 25. Mai durchmarschieren, weil er aus eigener Kenntnis des Geländes um Winchester wusste, dass jede Stunde mehr, die die Nordstaatler hatten, sich zur Verteidigung einzurichten, einen höheren Blutzoll bei seinen Soldaten fordern würde.

### Die erste Schlacht bei Winchester

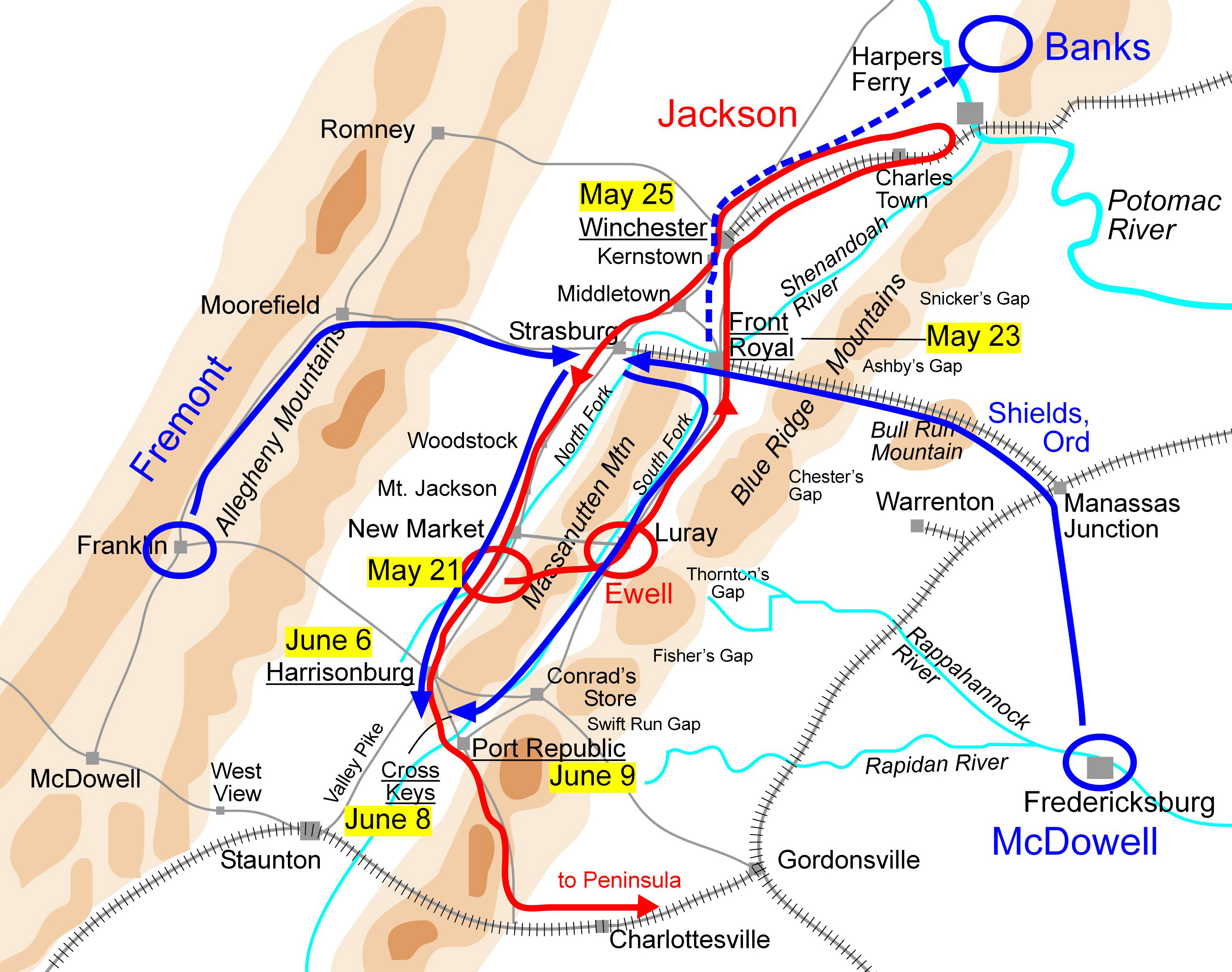
Shenandoah-Feldzug
Front Royal – Winchester – Cross Keys – Port Republic

Die erste Schlacht bei Winchester fand am 25. Mai bei der Ortschaft Winchester statt.
Jackson griff Banks beiderseits des Valley Pikes an, Ewell griff die Stellungen der Nordstaatler aus Südosten an. Als eine Brigade aus Jacksons Angriffskeil die Stellungen der Nordstaatler im Westen überflügelte und anschließend die Stellungen überrannt wurden, brach Panik aus und die Truppen Banks flohen durch Winchester nach Nordosten.
Banks wich mit seinen Truppen nach dieser Niederlage am 26. Mai über den Potomac nach Maryland aus. Die Verfolgung der geschlagenen Truppen blieb jedoch ineffizient. Zum einen waren die konföderierten Truppen erschöpft, zum anderen gab es wieder einmal Kompetenzgerangel zwischen Ewell und Jackson. Erst am 27. Mai begann Jackson mit der Verfolgung und erreichte am 29. Mai den Raum um Harpers Ferry.
Die Reaktion aus Washington war umso schwerwiegender und passte genau in die Absicht General Lees. Lincoln entschied, dass ein Sieg über Jackson absolute Priorität besäße. Er befahl zwei Divisionen unter Generalmajor Shields aus McDowells Korps mit 20.000 Mann nach Front Royal und Generalmajor Frémont nach Harrisonburg. Sollten diese Großverbände rechtzeitig bei Strasburg zusammentreffen, wäre Jackson abgeschnitten. McClellan und McDowell protestierten erfolglos dagegen, weil sie den Sinn von Jacksons Bewegungen erkannten. Die unmittelbaren Auswirkungen dieser Bewegung waren dann auch, dass ein koordinierter Angriff von McClellan und McDowell unmöglich geworden war.
Am 30. Mai wich Jackson aus Harpers Ferry nach Süden aus und obwohl Shields und Frémont näher an Strasburg waren, näherten sie sich langsamer. Am 1. Juni entkam Jackson mit seinen gesamten Truppen, 2.300 Gefangenen und zwei Versorgungskolonnen von mehr als 7 Meilen Länge aus der Falle der Nordstaatler.

### Die Schlacht bei Cross Keys

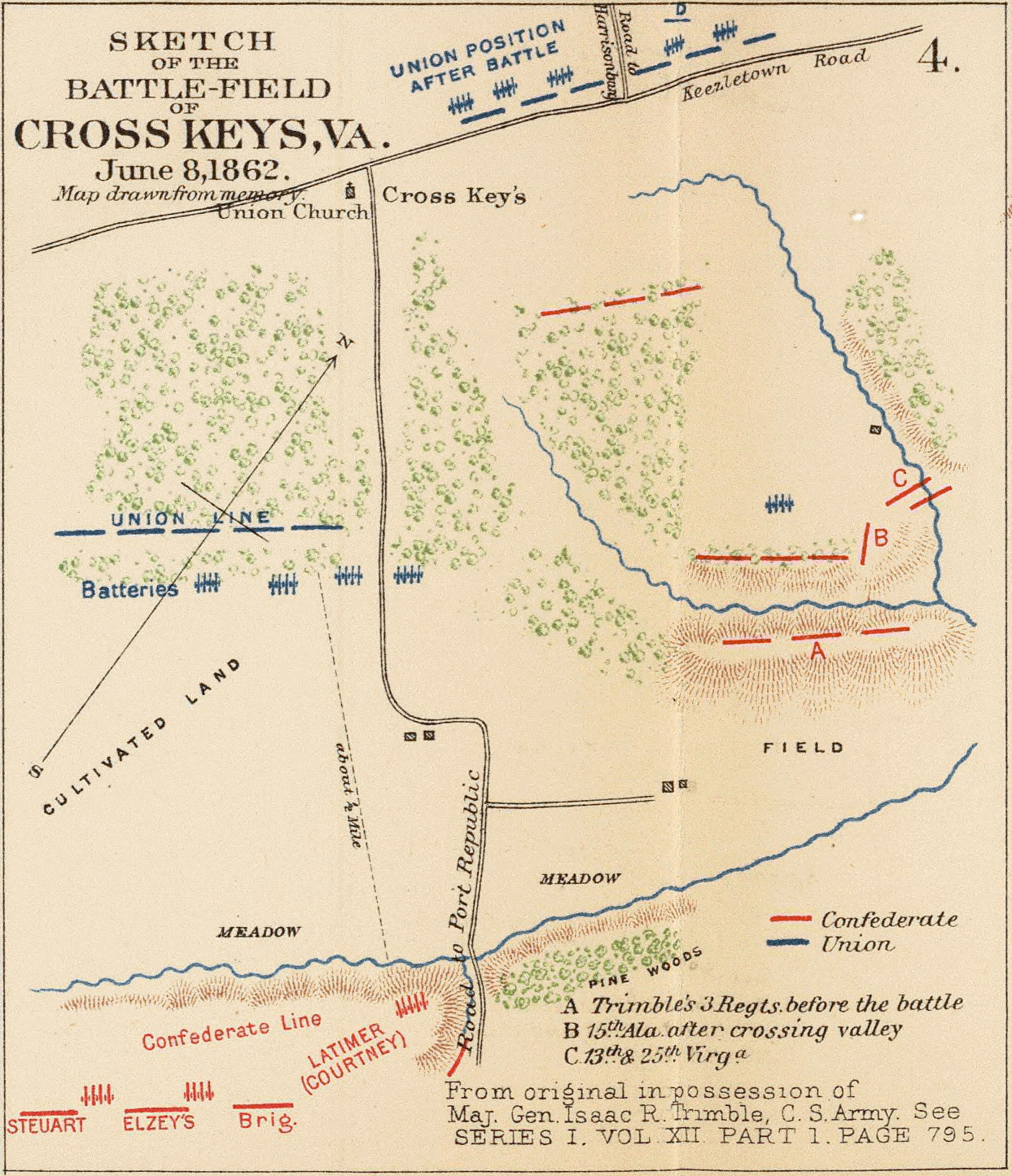
Shenandoah-Feldzug
Skizze der Schlacht bei Cross Keys

Die Schlacht bei Cross Keys fand am 8. Juni bei der Ortschaft Cross Keys, Virginia. südlich Harrisonburg statt.
Freemont folgte den Konföderierten mit ca. 15.000 Mann nördlich, Shields marschierte südlich des Massanutten Mountains. Ersterer griff am 1. Juni sofort bei Strasburg an, wurde jedoch von Ewells Division und Ashbys Reiterei abgewehrt. Den Angriff setzte Frémont nicht fort, da die Verstärkung durch die zweite Division Shields nicht von Front Royal nach Strasburg, sondern nach Winchester marschiert war. Shields versuchte Jackson den Weg am westlichen Ende des Massanutten Mountains abzuschneiden. Dieser hatte dieses Manöver vorausgesehen und eine Abteilung zur Zerstörung der Brücken über den südlichen Arm des Shenandoah bis zur Brücke bei Port Republic eingesetzt. Diese Brücke sollte solange gehalten werden, bis Jackson mit allen Teilen über sie ausgewichen war.
Jackson beabsichtigte nun, die beiden durch den Massanutten Mountain getrennten Truppenteile der Union nacheinander zu schlagen, bevor sie sich bei Port Republic wieder vereinen konnten. Vom 2.–6. Juni fanden im Tal zwischen Strasburg und Harrisonburg heftige Rückzugsgefechte statt, bei denen es ihm gelang, sich einen Tag Vorsprung zu erkämpfen. Bei einem dieser Gefechte fiel Jacksons Kavalleriekommandeur, der inzwischen zum Brigadegeneral beförderte Turner Ashby. Auf der anderen Seite des Massanutten Mountains hörte Shields zwar den Lärm der Kämpfe, konnte jedoch wegen der fehlenden Brücken nicht eingreifen.
Am Morgen des 8. Juni begann Frémont mit 4 Brigaden nebeneinander mit der Annäherung an die konföderierten Stellungen. Sein linker Flügel wurde in Angriffsformation vorgehend plötzlich aus 60 Schritt von einer vernichtenden Salve getroffen. In Panik und unter großen Verlusten floh die hier eingesetzte Brigade und griff nicht wieder an. Dadurch geriet der gesamte linke Flügel der Union so unter Druck, dass Frémont ihm das Ausweichen auf die Ausgangsstellungen befahl.
Es gab danach noch einige nicht koordinierte Angriffe gegen Ewells linken Flügel, die jedoch sämtlich abgewehrt wurden. Die Schlacht endete mit Einbruch der Dunkelheit.

### Die Schlacht bei Port Republic
Die Schlacht bei Port Republic fand am 9. Juni bei der Ortschaft Port Republic, Virginia 3 Meilen südlich Cross Keys statt.
Shields hatte keine Verbindung zu Frémont und kam auf der aufgeweichten Luray Road nur langsam voran. Er sandte deshalb am 8. Juni eine Vorausabteilung nach Süden, um die Brücke bei Port Republic zu nehmen. Kurz nach Sonnenuntergang durchfurtete sie den Fluss und drang nach Port Republic ein. Jackson und sein Stab entkamen nur knapp der Gefangennahme. Durch das anschließende persönliche Eingreifen Jacksons stabilisierte sich die Lage und die Unionstruppen wurden zum Ausweichen gezwungen.
Noch in der Nacht befahl Jackson Ewell, mit nur zwei Brigaden die Stellungen bei Cross Keys zu halten und mit dem Rest seiner Truppen bei Port Republic zu verstärken. Im Morgengrauen hatten zwei Unionsbrigaden die überhöhte Stellung ostwärts Port Republic und das flache Land bis zum südlichen Arm des Shenandoahs besetzt. Jacksons Angriff zielte zunächst auf den rechten Flügel der Union, wurde jedoch abgewehrt. Ein Gegenangriff warf die konföderierten Truppen ca. 800 m zurück. Erst als es denen gelang, die Höhen am linken Flügel der Union zu stürmen, wurde die Lage der Unionstruppen unhaltbar und sie wichen nach Luray aus. Gegen Mittag begann auch Frémont einen Angriff, um die Unionstruppen bei Port Republic zu unterstützen. Jackson wich diesem Angriff aus, in der Hoffnung Frémont auf das südliche Ufer zu locken und ihn dort am nächsten Morgen angreifen zu können. Während der Nacht wich Frémont jedoch nach Harrisonburg aus.

## Ergebnis
Die beiden Schlachten von Cross Keys und Port Republic entschieden den Feldzug. Die Divisionen der Nordstaaten wichen nach Norden bis Harpers Ferry und nach Westen auf das Gebiet des heutigen West Virginias aus. Große Teile der Truppen wurden anderen Armeen der Nordstaaten,  z. B. der Potomac-Armee und der Tennessee-Armee unterstellt. Jackson verließ mit der Masse seiner Kräfte das Shenandoahtal und verstärkte Lee während der Sieben-Tage-Schlacht. Später bildeten Jacksons erfolgreiche Truppen das II. Korps der Nord-Virginia-Armee.

## Die Bedeutung des Shenandoahtals für den weiteren Kriegsverlauf
Jackson war im Shenandoahtal aufgewachsen und zuhause. Er sagte einmal während des Feldzuges: „Wenn das Tal fällt, fällt Virginia!“ Zunächst spielte es aber bei den weiteren Operationen der Nord-Virginia-Armee eine wesentliche Rolle:
Nach dem Rückzug McClellans von der Virginia-Halbinsel verlegte Lee Jacksons II. Korps im Schutze der Blue Ridge Mountains unbemerkt von Popes Virginia-Armee nach Norden und leitete so die zweite Schlacht von Manassas ein.
Nach der Niederlage bei Sharpsburg, Maryland gelang es Lee, seine Nord-Virginia-Armee durch das Tal unbehelligt bis südlich des Rappahannock zurückzuführen und gleichzeitig die vorhandenen Ressourcen zum physischen Wiederaufbau der Armee zu nutzen.
Nach dem Sieg bei Chancellorsville marschierte Lee weitgehend unbemerkt durch das Shenandoahtal und westlich des South Mountains bis in den Raum Chambersburg, Pennsylvania und unterlag dort in der Schlacht von Gettysburg Generalmajor Meade. Auch der Rückzug nach Virginia erfolgte wieder nahezu unbehelligt durch das Shenandoahtal.
Nachdem im Frühjahr 1864 Truppen der Union das Shenandoahtal nahezu zur Hälfte besetzt hatten, befahl Lee Generalleutnant Jubal A. Early, die Union aus dem Tal zu vertreiben. Early griff durch das Tal an und ihm gelang erneut eine Invasion in Maryland.
Erst im Oktober 1864 gelang es Generalmajor Sheridan, Early im Shenandoahtal in der Schlacht von Cedar Creek zu schlagen und das Tal in seine Hand zu bringen. Jacksons Ausspruch bewahrheitete sich – 6 Monate später kapitulierte Lee bei Appomattox Courthouse.